# Lourches
Lourches är en kommun i departementet Nord i regionen Hauts-de-France i norra Frankrike. Kommunen ligger i kantonen Bouchain som tillhör arrondissementet Valenciennes. År 2022 hade Lourches 3 756 invånare.

## Befolkningsutveckling
Antalet invånare i kommunen Lourches
| Referens: INSEE |